# Casa De Maestri
Casa De Maestri è un edificio storico di Milano situato in corso Venezia al civico 13.

## Storia e descrizione
La casa fu costruita nei primi anni dell'Ottocento su progetto di Marcellino Segré, allievo di Giuseppe Piermarini. Al pian terreno si presentano due portali ad arco a tutto sesto con aperture dedicate ad attività commerciali di forma rettangolare con ammezzato, mentre al piano superiore vi sono i due balconi del piano nobile e finestre decorate alternativamente da modanature con trabeazione o con timpani triangolari. Sullo stipite di uno dei portali e all'angolo con via della Spiga sono ancora presenti e visibili i danni inferti al palazzo dai cannoni dell'esercito austriaco durante le Cinque giornate, evidenziati da una targa con scritto "Marzo 1848".